# Misaki Satō
Misaki Satō (japanisch 佐藤 岬; * 11. September 1998) ist ein japanischer Fußballspieler.

## Karriere
Satō spielte zwischen 2017 und 2021 im Team der Takushoku-Universität. Im Januar 2021 wechselte er nach Montenegro zum Erstligisten OFK Petrovac. Für Petrovac kam er bis zum Ende der Saison 2020/21 zu zwei Einsätzen in der Prva Crnogorska Liga. Nach der Saison 2020/21 verließ er Montenegro wieder.
Nach einem halben Jahr ohne Klub wechselte Satō im Februar 2022 nach Litauen zum FC Hegelmann. Für Hegelmann kam er in der Saison 2022 zu 27 Einsätzen in der A lyga. In der Saison 2023 absolvierte der Offensivspieler anschließend 17 weitere Partien im litauischen Oberhaus, ehe er im August 2023 nach Österreich zum Zweitligisten FC Dornbirn 1913 wechselte. Für Dornbirn kam er insgesamt zu zwölf Einsätzen in der 2. Liga. Im Februar 2024 löste er seinen Vertrag bei den Vorarlbergern wieder auf.
Anschließend kehrte er wieder nach Litauen zurück und wechselte zum Erstligaaufsteiger FK Transinvest.